# 重見高好
重見 高好（しげみ たかよし、1982年6月8日 - ）は、愛知県出身の陸上競技選手。中距離・長距離走を得意とし、現在はウルトラマラソンを中心に活躍。24時間走の国内最高記録保持者。売木村所属。

## 経歴
愛知県岡崎市出身。岡崎市立竜海中学校在学時より中長距離で頭角を現し、3年時には千葉国際クロスカントリー大会中学男子の部で優勝。この頃から将来の目標にマラソンを指向するようになる。愛知産業大学三河高等学校に進学。愛知県立刈谷東高等学校通信制課程に通いながら練習を重ねると同時に愛知県内各地の大会に積極的に参加して好成績を収め、19歳で中央発條に入社。
2007年、マラソンにより適した環境を求めて大阪ガスに移籍。チームのエース格となるが、初マラソンの2009年のびわ湖毎日マラソンで16位に終わったことをきっかけとして調子が上がらなくなり、身体的不調も重なって2012年に大阪ガスを退社する。
2012年からは自身の体調と折り合いが付けられるウルトラマラソン参戦を見据え、練習を再開。同年のサロマ湖100キロウルトラマラソンで、ウルトラマラソン初参加ながら3位となる。この大会前の合宿で、愛知県からほど近く高地トレーニングもできることから売木村を初めて訪れる。同年9月、秋田内陸リゾートカップ100キロチャレンジマラソン参加の際に村長からの要望で初めてユニフォームに『うるぎ村』の名前を付けて走り、2位入賞。同年12月、村からの誘いを受けて売木村に単身移住、地域おこし協力隊員として売木村の臨時職員に採用され、全国でも珍しい『村の専属ランナー』となる。
現在でも売木村に在住し、売木村のPRと自身の世界挑戦のためにウルトラマラソンの大会に積極的に参加する傍ら、売木村をアスリート合宿の聖地にするためのプロジェクト『走る村うるぎプロジェクト』の責任者として村の活性化のために活躍している。

## 記録
| 種目                         | 記録                | 備考         |
| ---------------------------- | ------------------- | ------------ |
| ウルトラマラソン（24時間走） | 269.225キロメートル | 国内最高記録 |
| ウルトラマラソン（12時間走） | 136.900キロメートル |              |
| ウルトラマラソン (100km)     | 6時間41分11秒       |              |
| マラソン                     | 2時間18分31秒       |              |
| ハーフマラソン               | 1時間03分42秒       |              |
| 10000m                       | 28分59秒06          |              |
| 5000m                        | 14分03秒98          |              |

## マラソン
| # | 記録    | 順位 | 年月日     | 大会   |
| - | ------- | ---- | ---------- | ------ |
| 1 | 2:18:31 | 16   | 2009.03.01 | びわ湖 |

## ウルトラマラソン
| 年月       | 大会                                              | 種別     | 順位  | 記録                | 備考         |
| ---------- | ------------------------------------------------- | -------- | ----- | ------------------- | ------------ |
| 2012年6月  | サロマ湖100キロウルトラマラソン                   | 100km    | 3位   |                     |              |
| 2012年9月  | 秋田内陸リゾートカップ100キロチャレンジマラソン   | 100km    | 2位   |                     |              |
| 2013年3月  | 伊豆大島ウルトラランニング                        | 58km     | 優勝  |                     | 大会記録     |
| 2013年6月  | サロマ湖100キロウルトラマラソン                   | 100km    | 2位   | 6時間41分11秒       |              |
| 2013年9月  | 白山白川郷100キロウルトラマラソン                 | 100km    | 優勝  |                     | 大会記録     |
| 2013年11月 | 神宮外苑24時間チャレンジマラソン                  | 24時間走 | 優勝  | 269.225キロメートル | 国内最高記録 |
| 2014年1月  | 宮古島100キロワイドーマラソン                     | 100km    | 優勝  |                     |              |
| 2014年6月  | サロマ湖100キロウルトラマラソン                   | 100km    | 6位   |                     |              |
| 2014年11月 | Relentless endurace run in thailand（チェンマイ） | 12時間走 | 優勝  | 136.900キロメートル |              |
| 2015年4月  | IAU24時間走世界選手権（トリノ）                   | 24時間走 | 101位 | 192.332キロメートル |              |